# Quận V, Budapest

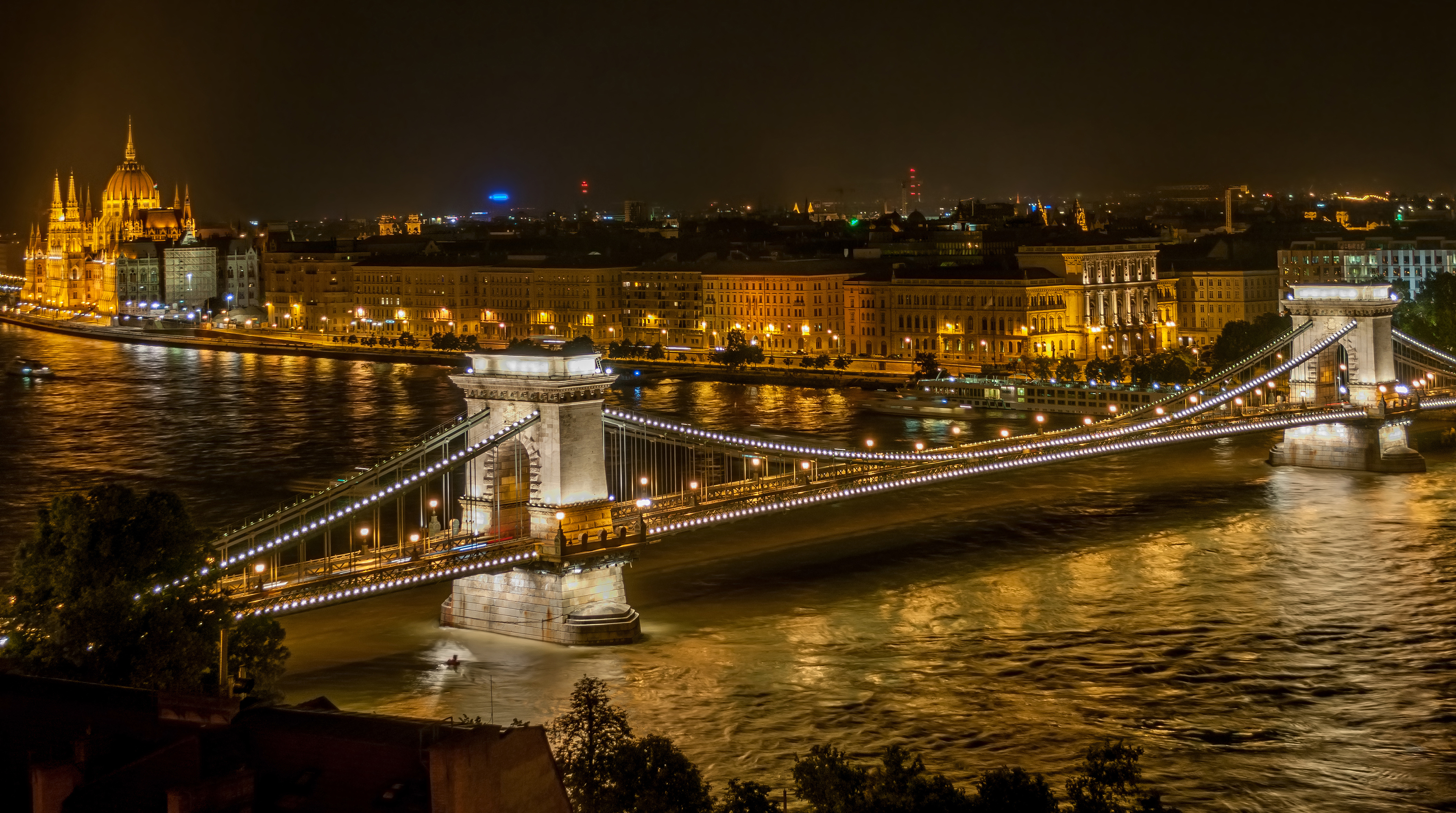

Quận V, Budapest là một quận thuộc hạt főváros, Hungary. Quận này có diện tích 2,59 km², dân số năm 2010 là 27081 người, mật độ 10456 người/km².